# Gromada Łagisza
Gromada Łagisza war eine Verwaltungseinheit in der Volksrepublik Polen zwischen 1954 und 1968. Verwaltet wurde die Gromada vom Gromadzka Rada Narodowa dessen Sitz in Łagisza (heute ein Stadtteil von Będzin) befand und aus 27 Mitgliedern bestand.
Die Gromada Łagisza gehörte zum Powiat Będziński in der Woiwodschaft Katowice (damals Stalinogród), sie wurde gebildet aus der bisherigen Gromada Łagisza und kolonia Jazowe der aufgelösten Gmina Łagisza.
Am 29. Januar 1956 wurde die Kolonie Gródków-Pustkowie aus der Gormada Psary ausgegliedert und in die Gromada Łagisza eingegliedert. Gleiches geschah auch mit dem Weiler Stachowe zum 31. Dezember 1961. Mit der Verleihung des Stadtrechts an Łagisza zum 1. Januar 1969 wurde die Gromada aufgelöst.

## Anmerkung
1. ↑  Gromadas bestanden auch nach dem Zweiten Weltkrieg als Hilfseinheit der Gemeinden.